# Laure de Chevigné

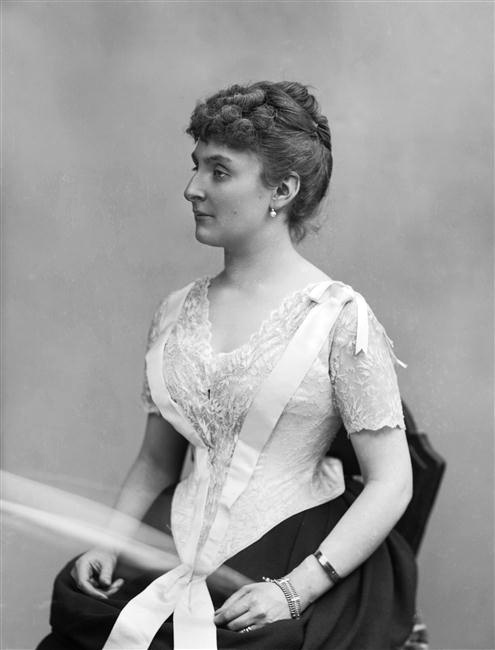
Fotoportret van de comtesse de Chevigné.

Laure Marie Charlotte de Sade, comtesse de Chevigné (31 mei 1859 - 15 oktober 1936) was een van de modellen voor de Duchesse de Guermantes uit het werk van Marcel Proust.

## Levensloop
Laure de Sade was een achterkleindochter van de schrijver die bekend werd onder de naam markies de Sade. In 1879 trouwde zij met graaf Adhéaume de Chevigné (1847-1911), waarna ze bekendstaat als comtesse de Chevigné. Ze hield een salon en was een van de bekende aristocratische personen uit het eind van de 19e eeuw tot aan de Eerste Wereldoorlog. In haar salon en aan haar lunches en diners was de Abbé Mugnier een vaste gast; hij was een vertrouwelinge van haar en zij komt dan ook veelvuldig voor in zijn bekende dagboeken. Ze was bevriend met Isabella II van Spanje en met grootvorstin Vladimir.
Marcel Proust leert haar kennen in het theater maar ook in de salons van Mme Emile Straus en Madeleine Lemaire. Ze geldt als een van de belangrijkste modellen, samen met bijvoorbeeld Comtesse Greffulhe, voor een van de hoofdfiguren uit zijn romancyclus À la recherche du temps perdu: de Duchesse de Guermantes. Proust heeft enkele brieven met haar gewisseld en er bestaat een exemplaar van het deel Le côté de Guermantes met opdracht aan haar.
Laure de Chevigné was via haar dochter Marie-Thérèse de grootmoeder van de bekende mecenas Marie-Laure de Noailles (1902-1970) en via haar zoon François graaf de Chevigné grootmoeder van de Franse minister Pierre de Chevigné (1909-2004).